# Alison Jackson

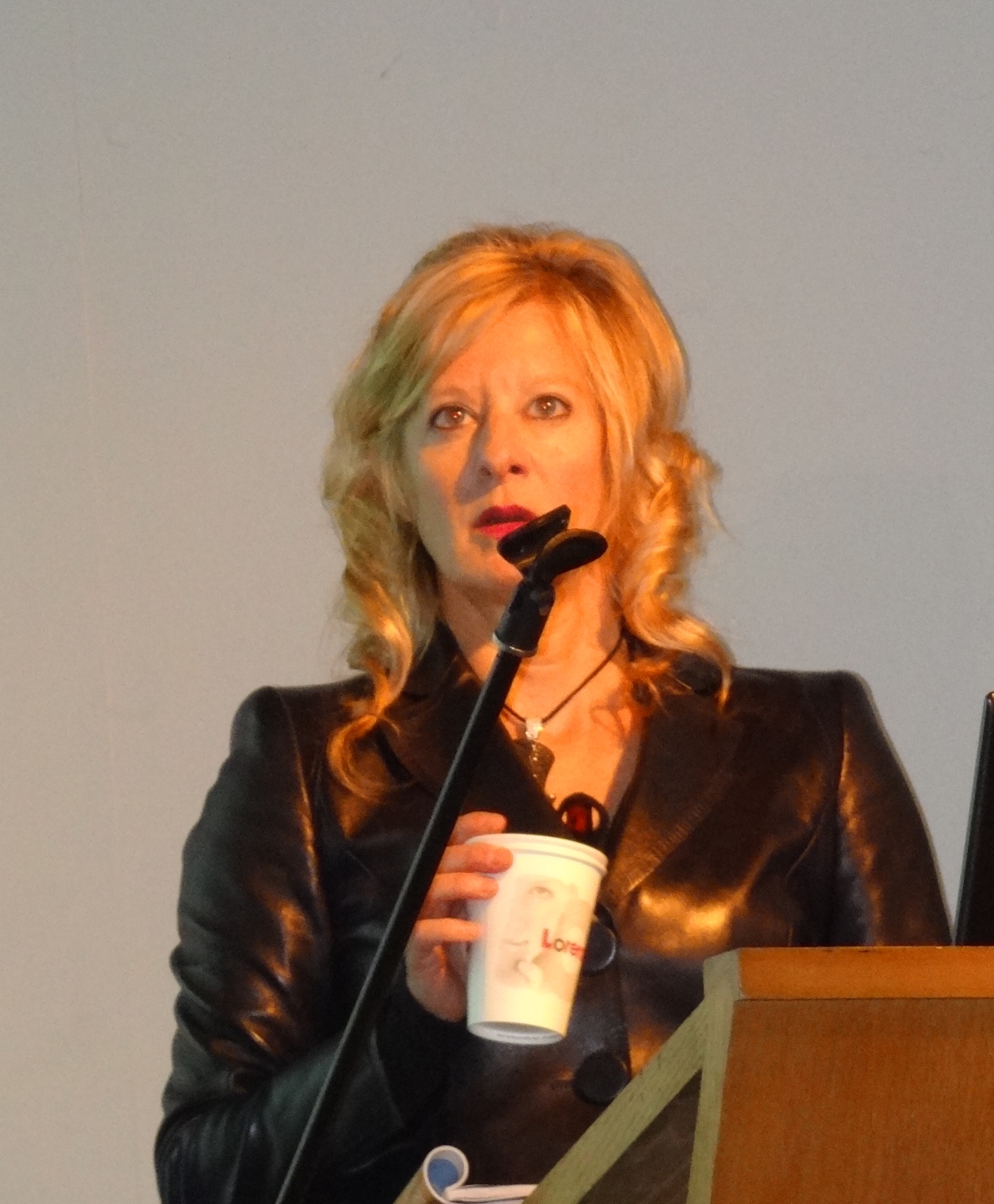
Alison Jackson at Haifa Museum of Art

Alison Jackson (ur. 15 maja 1960 w Southsea w Cambridge jako Alison Mowbray-Jackson) – angielska fotografik.
Córka milionera, spędziła młodość w odległej od skupisk ludzkich wielkiej farmie i zajmowała się fotografowaniem krajobrazów. Kształciła się w szkole z internatem, pobierając nauki robótek ręcznych i jeździectwa. Wbrew oczekiwaniom rodziców, że zostanie gospodynią domową, która założy rodzinę na wsi, porzuciła robótki, uzasadniając tę decyzję wrodzonym lękiem przed igłami, i przeniosła się do stolicy Wielkiej Brytanii. Zarabiała jako recepcjonistka w wytwórni filmowej i producentka reklam w telewizji, po czym podjęła studia na wydziale rzeźbiarstwa. Od 1998 zajmuje się tworzeniem fotografii znanych osób i celebrytów, które powstają przy współpracy ze specjalnie dobranymi sobowtórami. Zadebiutowała zdjęciami księżnej Diany i jej kochanka Dodiego Al-Fayeda z małym chłopcem rasy mieszanej, czym zyskała rozgłos. Swoje poglądy polityczne deklaruje jako "prokrólewskie". Wielkim sukcesem finansowym stały się m.in. zrobione przez nią zdjęcia przedstawiające życie rodziny królewskiej - Elżbiety II, księcia Williama i Kate Middleton oraz ich dziecka. Do innych jej dzieł należał m.in. wykonujący taniec brzucha w pewnej galerii sobowtór Usamy ibn Ladina.